# Alexandru Golban
Alexandru Golban (ur. 28 lutego 1979 w Criuleni, Mołdawska SRR) – mołdawski piłkarz, grający na pozycji napastnika, reprezentant Mołdawii. Posiada rumuńskie obywatelstwo.

## Kariera piłkarska

### Kariera klubowa
Wychowanek klubu Speranța Nisporeni, w którym rozpoczął karierę piłkarską. W 2001 przeszedł do Dacii Kiszyniów. W lutym 2004 przeszedł do Karpat Lwów. 22 maja 2004 zadebiutował w koszulce Karpat. Na początku 2007 po otrzymaniu rumuńskiego obywatelstwa jako obywatel UE przeniósł się do niemieckiego Eintrachta Brunszwik, a latem do rumuńskiego Ceahlăul Piatra Neamț. Od 2008 bronił barw klubu Tobył Kostanaj. Na początku 2010 przeszedł do zespołu Simurq Zaqatala.

### Kariera reprezentacyjna
W 2002 zadebiutował w narodowej reprezentacji Mołdawii. Łącznie rozegrał 14 meczów.

## Sukcesy i odznaczenia

### Sukcesy klubowe
- wicemistrz Mołdawii: 2002